# Кенес (Алакольський район)
Кене́с (каз. Кеңес) — село у складі Алакольського району Жетисуської області Казахстану. Входить до складу Ушбулацького сільського округу.
У радянські часи село мало назву Карабулак.
Населення — 81 особа (2021; 130 у 2009, 166 у 1999, 243 у 1989).